# Distretto di Aksy
Il distretto di Aksy (in kirghiso Аксы району?, Aksı rayonu) è un distretto (raion) del Kirghizistan con  capoluogo Kerben.
| Controllo di autorità | VIAF (EN) 231699419 · LCCN (EN) no2012002447 |